# Joseph Worsley

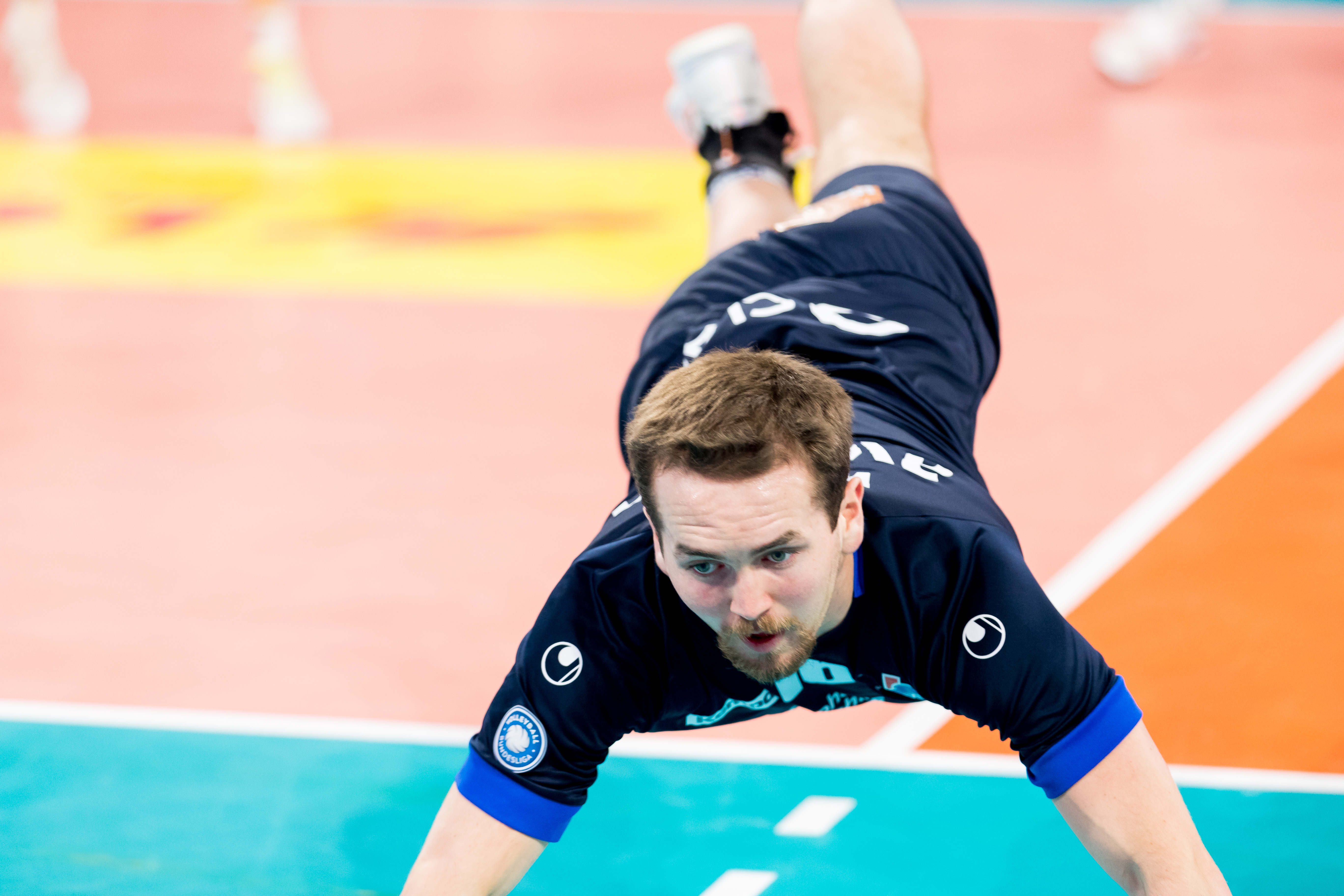
Joseph Worsley w obronie piłki w tzw. ślizgu

Joseph Worsley (ur. 16 czerwca 1997 w Moradze) – amerykański siatkarz, grający na pozycji rozgrywającego.
Jego o rok młodszy brat Gage, również gra zawodowo w siatkówkę.

## Sukcesy klubowe
Liga uniwersytecka Big West Conference:
- 2018, 2019

Liga uniwersytecka NCAA:
- 2019

Liga niemiecka:
- 2021

Liga francuska:
- 2024[6]

## Sukcesy reprezentacyjne
Mistrzostwa Ameryki Północnej, Środkowej i Karaibów Kadetów:
- 2014

Mistrzostwa Ameryki Północnej, Środkowej i Karaibów Juniorów:
- 2016

Mistrzostwa Ameryki Północnej, Środkowej i Karaibów:
- 2019